# Ringgit
Ringgit – jednostka monetarna Malezji dzieląca się na 100 senów.
Ringgit stał się walutą Malezji w 1967 roku, kiedy zastąpił dolara malajskiego i brytyjskiego Borneo, który w języku malajskim nazywał się ringgit. Do 1975 roku waluta miała podwójną nazwę: ringgit i sen w języku malajskim oraz dolar i cent w języku angielskim.

## Opis banknotów
Banknoty o nominale 10 RM, 20 RM, 50 RM, 100 RM wykonane są z papieru. Nowe banknoty 1 RM oraz 5 RM wykonane są z polimeru. Na awersie wszelkich banknotów znajduje się podobizna pierwszego króla Malezji – Tuanku Abdul Rahmana.